# One Love (Nas)
One Love è il quinto ed ultimo singolo tratto da Illmatic,primo album del rapper Nas.
Il pezzo è una sorta di lettera indirizzata ai suoi amici incarcerati. Una frase del pezzo è dedicata all'amico d'infanzia Cormega, altro rapper di valore della zona Queensbridge ("What up wit' Cormega?/ Did you see him?/ were y'all together?"). Nonostante tutto, l'amicizia si spezzerà dopo poco tempo in seguito ad alcuni problemi legati al gruppo The Firm. Prima della faida, oggi archiviata, Cormega aveva registrato un altro pezzo intitolato One Love, nel quale rispondeva alla lettera di Nas. È presente nell'album di Cormega The Testament.
One Love contiene un campionamento da Smillin' Billy Suite degli Heath Brothers. Il ritornello è cantato da Q-Tip, produttore del pezzo.

## Il video
Il video di One Love è stato diretto da Fab Five Freddy, pioniere dell'hip hop. Nel video, Nas visita un amico in prigione.

## Tracce

### Lato A
1. "One Love" (Album Version) (5:23)
2. "One Love" (Radio Edit) (5:23)
3. "One Love" (Album Instrumental) (5:23)
4. "One Love" (Acappella) (5:21)

### Lato B
1. "One Love" (LG Main Mix) (5:33)
  - Prodotta da The LG Experience
2. "One Love" (LG Radio Edit) (4:29)
3. "One Love" (LG Instrumental) (2:06)
4. "One Love" (One L Main Mix) (5:43) 
  - Prodotta da Godfather Don e Victor Padilla
5. "One Love" (One L Radio Edit) (4:48)
6. "One Love" (One L Instrumental) (1:55)